# Nathan Harriel
Nathan Lee William Harriel (* 23. April 2001 in Oldsmar, Florida) ist ein US-amerikanischer Fußballspieler.

## Karriere
Anfang 2019 wechselte er vom Chargers SC aus der MLS Next, in die Academy von Philadelphia Union und wurde von hier im März 2019 zu Bethlehem Steel, dem Farm-Teams des Franchise in die USLC verliehen. Hier spielt er auch seit Sommer 2020 fest und seit der Saison 2021 steht er auch im Kader der ersten Mannschaft. In der MLS hatte er sein Debüt am 4. September 2021 bei einer 0:1-Niederlage gegen New England Revolution, wo er in der Startelf stand.